# Кришул-Репеде
Кришул-Репеде или Шебеш-Кёрёш — река в западной Румынии, и в юго-восточной Венгрии. Её длина составляет 209 километров, площадь бассейна — около 2973 км².
Река берёт начало в Западных Румынских горах. Впадает в реку Кёрёш на территории Венгрии около Дьомаэндрёда. Вместе с реками Кришул-Алб и Кришул-Негру формирует систему рек Трёх Криш (рум. Cele Trei Crişuri). Это главные реки в регионе Кришана, Румыния. Раньше, когда Кришана являлся официальным регионом, река Криш являлась его важнейшей артерией.
Кришул-Репеде протекает через столицу жудеца Бихор, город Орадя.
Имеет ряд притоков, в том числе Баркэу.